# Traité de Compiègne (1624)
Pour les articles homonymes, voir Traité de Compiègne.
Le traité de Compiègne du 10 juin 1624 est un traité d'alliance entre la France et les Provinces-Unies, prévoyant le financement par la France de l'effort de guerre des Provinces-Unies contre l'Espagne, dans le cadre de la guerre de Quatre-Vingts Ans (1568-1648).

## Contexte

### La guerre des Provinces-Unies contre l'Espagne
Le traité intervient quelque temps après la fin de la trêve de douze ans (1609-1621) entre les deux pays.

### La lutte de la France contre la maison de Habsbourg
Ce traité, voulu par Richelieu, s'inscrit dans le cadre de la politique de la France pour saper la puissance de l'empire des Habsbourg (Espagne et Autriche) et marque le rétablissement de l'alliance franco-néerlandaise qui avait été affaiblie par l'exécution de Oldenbarnevelt en 1619. Plus largement et dans le cadre de la guerre de Trente Ans, Richelieu encourage une alliance associant les princes allemands : électorat de Brandebourg, landgraviat de Hesse-Cassel, duchés de Brunswick et de Saxe-Weimar.
Le traité de Compiègne permet à la France de mener cette opposition par des moyens indirects, de même que le traité de Barwald en 1631 entre la France et la Suède permettra de financer l'effort de guerre de la Suède dans le Saint Empire.

## Contenu du traité
La France propose un prêt immédiat de 480 000 thalers, qui sera suivi par d'autres versements échelonnés sur une période de trois ans au cours desquels les Hollandais continueront la lutte contre l'Espagne.

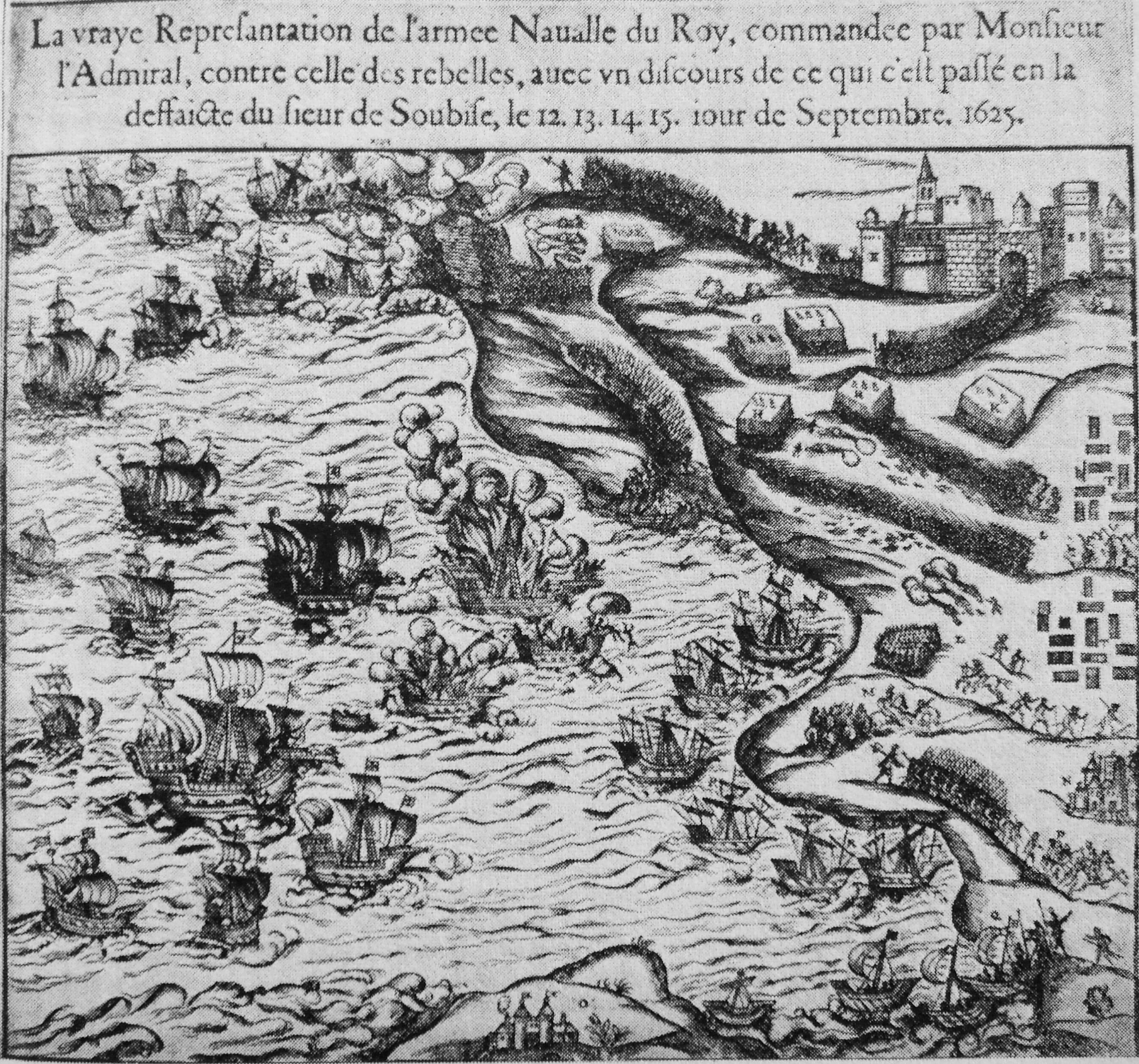
Selon le traité, les Pays-Bas s'engagent à participer à la capture de l'île de Ré par Charles, duc de Guise, contre leurs coreligionnaires protestants le 16 septembre 1625.

Par ce traité, les Néerlandais demandaient une aide financière dans leur lutte contre l'Espagne, en échange d'un soutien naval à la France. En particulier, la fondation d'une Compagnie française des Indes occidentales a été proposée, qui pourrait recevoir le soutien de la Compagnie néerlandaise des Indes occidentales à l'encontre de l'Espagne.
Un accord définitif sur la coopération en haute mer n'a cependant pas été trouvé, mais il a été décidé que la France accorde un prêt qui serait remboursé une fois que les Provinces-Unies auraient obtenu une trêve ou la paix avec l'Espagne, et que si le roi français était obligé d'entrer en guerre, les Hollandais devraient lui rembourser la moitié de l'argent ou lui venir en aide avec des hommes et des navires. Les Néerlandais ont également décidé d'intervenir dans la Méditerranée occidentale contre la piraterie des États barbaresques, et plus généralement de soutenir toute expédition française dans cette zone.
Selon les termes du traité, les Hollandais devaient fournir une flotte de 20 navires de guerre pour le combat du roi français contre les protestants lors de la capture de l'île de Ré. Ce soutien militaire contre leurs coreligionnaires est resté tristement célèbre. La flotte était sous le commandement de l'amiral Willem Haultain de Zoete (en). Il a été relevé de son service en France en février 1626 après une résolution des États généraux de décembre 1625.
Avec le traité de Compiègne, Richelieu a également obtenu que les Hollandais cessent de se battre contre les Français en Asie de l'Est, ce qui a facilité les entreprises commerciales françaises.